# Гугса Уоле
Рас Гу́гса Уо́ле (также известен как Гу́гса Уо́лле (Ве́лле); амх. አርአያ ሥላሴ; апрель 1877, Марто, провинция Йеджу, Эфиопия — 31 марта 1930, Дэбрэ-Зэбит, провинция Сымен, Эфиопия) — эфиопский государственный и военный деятель, член эфиопской императорской семьи, супруг императрицы Заудиту и — с 1916 года — консорт Эфиопской империи.
Во всемирной историографии Гугса Уоле наиболее известен как лидер вооружённого восстания в 1930 году, направленного на свержение регента Эфиопии раса Тэфэри Мэконнына, но потерпевшего неудачу.

## Ранние годы
Гугса Уоле родился в Марто, в эфиопской исторической провинции Йеджу, в семье раса Уоле Бетула, у которого, помимо него, были ещё один сын и две дочери. Он происходил из известного в Эфиопии аристократического рода: ещё во время феодальной раздробленности в Эфиопии его предки правили в провинции Сымен по разрешению императора Сусныйоса. Дед Гугсы, рас Бетул хайле Мариам, происходил из династии Соломонидов и имел дальние родственные связи с императорской семьёй, а бабка — мать раса Бетула — была дочерью раса Гуги, выходца из народа оромо, перешедшего в христианство из ислама и занимавшего пост регента в Гондэре в период «Времени князей». Родная тётка Гугсы, Таиту Бетул, приходилась женой правителю Шоа Сахле Мариаму, будущему императору Менелику II, а сводная сестра, Кэфэй Велле, — расу Менгеше Йоханнысу, незаконнорожденному сыну императора Йоханныса IV.
В 1900 году Гугса Уоле женился на Заудиту — второй дочери императора Менелика II. Он был не первым её мужем: до этого Заудиту состояла в браке с Арая Сылласе, законным сыном и наследником Йоханныса IV, который рано ушёл из жизни в 1888 году. Инициатором же её нового брака стала тётка Гугсы Уоле, Таиту Бетул, супруга императора. Став супругом Заудиту, Гугса получил титул рас и был поставлен во главе провинции Бэгемдыр. По предположению Криса Праути, способствуя женитьбе своего племянника на дочери Менелика, Таиту Бетул пыталась распространить своё влияние на эту стратегически важную провинцию. Однако, несмотря на политический характер брака, он улучшил взаимоотношения между Заудиту и её мачехой и в целом был счастливым, и лишь однажды — в 1909 году — Гугса Уоле был вызван Менеликом в Аддис-Абебу, когда император получил сведения о том, что зять плохо обращается с Заудиту.

## В опале (1908—1915)
…Один из самых просвещённых представителей
эфиопской аристократии, известный поэт,
большой любитель книг, благочестивый и
справедливый в управлении провинцией Бегемдэр…
В 1906 году здоровье Менелика II значительно ухудшилось, и власть частично перешла в руки Таиту Бетул. Императрица злоупотребляла непотизмом: получив возможность самостоятельно принимать решения по многим вопросам, она стала назначать на важные государственные посты своих приближённых и родственников, тем самым возмущая своих политических соперников. Ситуация обострилась в 1908 году, когда тяжело больной Менелик II официально объявил законным наследником престола Иясу, своего внука от второй дочери, Шоа Регги, и её супруга раса Микаэля, правившего провинцией Уолло. Это всерьёз обеспокоило императрицу и её сторонников. В 1909 году Таиту и её брат рас Уоле — отец Гугсы — стали инициаторами политической интриги, направленной против Иясу. По стране начали ходить слухи об их намерении перенести столицу в Гондэр, а во главе Эфиопии поставить раса Гугсу. В противостоянии между женой Менелика и Иясу шоанские аристократы поддержали законного преемника, выбранного самим императором. Гугса Уоле, принявший участие в интриге против наследника престола, при этом не потерял своего веса в обществе. Более того, когда дэджазмач Абраха Арайя поднял восстание в Тыграе, рас Гугса поддержал дэджазмача Абате Бвалу, которому было поручено подавить его, и совместными силами они разбили части восставших в бою у озера Ашангэ 9 октября 1909 года.
В следующем, 1910 году, когда позиции Иясу существенно укрепились, Гугса Уоле был арестован по явно ложному обвинению в убийстве. К концу апреля он был доставлен в Аддис-Абебу в оковах и заключён в тюрьму. В заключении с зятем Менелика обращались жестоко. По словам Праути, его «держали в цепях так долго, что ноги распухли и металл врезался в его плоть». Пока Гугса находился в тюрьме, больной император перенёс несколько инсультов и окончательно потерял всякую самостоятельность, после чего Иясу на правах престолонаследника приступил к фактическому управлению государством, при помощи регентского совета. К одному из регентов, расу Тэссэме Надеу, Заудиту обращалась с просьбой облегчить условия содержания мужа в заключении, но просьба эта не была удовлетворена. Гугса Уоле вышел из тюрьмы только в 1915 году, когда Заудиту была сослана в город Фалле (ныне — Билло), и им разрешили жить вместе. К этому моменту Менелик был мёртв, а Иясу уже два года правил Эфиопией как Иясу V.

## Консортство (1916—1930)

### Начало консортства
В 1916 году в Эфиопии произошёл государственный переворот, инициатором которого стал военный министр Хабтэ Гийоргис. Причиной переворота стали происламские симпатии Иясу и намерение вступить в союз с сомалийскими племенами, что поддерживалось его отцом, расом Микаэлем, который изначально, до принятия христианства, был мусульманином. Во время поездки в Харэр 21-летний император был низложен, а затем, после кратковременной гражданской войны в стране, окончательно разбит. Новой императрицей и «царицей царей» была провозглашена Заудиту, а регентом при ней стал следующий на очереди престолонаследник — её молодой кузен рас Тэфэри Мэконнын (Тафари Макконен).
После того, как супруга Гугсы Уоле стала императрицей, к нему вернулась благосклонность со стороны эфиопских аристократов. Некоторое время он жил в Аддис-Абебе, но вскоре по распоряжению высших эфиопских сановников перебрался в Гондэр, снова встав во главе провинции Бэгемдыр, а впоследствии возглавил провинцию Сымен. Существует мнение, что назначение племянника правителем в отдалённые провинции Эфиопии инициировала Таиту Бетул, которая всё ещё сохраняла намерение взять власть в свои руки.
Вскоре после начала правления Заудиту в эфиопской аристократии произошёл раскол, вызванный, главным образом, деятельностью раса Тэфэри. За счёт того, что Заудиту была женщиной набожной, аскетичной и далёкой от политической жизни, он — как регент — получил реальную власть в стране и сразу после прихода к ней занялся проведением радикальных внутриполитических преобразований в различных сферах. По инициативе регента, в частности, были проведены модернизация армии и средств коммуникации, реорганизация административного и судопроизводственного аппаратов. Всё это вызвало неоднозначную реакцию в эфиопском обществе: у реформ появились как сторонники, так и противники, вошедшие в историю как «младоэфиопы» и «староэфиопы» соответственно.
Если поддержка раса Тэфэри со стороны младоэфиопов возникла благодаря его реформаторской деятельности, то его противники имели несколько причин для отрицательного отношения к регенту. Безусловно, главной из них были его реформы. Староэфиопы, придерживавшиеся консервативных взглядов, выступали против того, чтобы государство жило по европейскому образцу, как этого хотел рас Тэфэри, который за годы регентства существенно либерализовал внутреннюю политику государства, а в 1927 году убедил императрицу отменить в Эфиопии рабство. Другой важной причиной для недовольства консервативных кругов в эфиопской «верхушке» было то, что императрица — номинальная глава государства — на деле не имела никакой власти в Эфиопии. За многолетнюю историю Эфиопской империи в ней впервые сложилась такая ситуация, когда при живом и здоровом монархе его регент и наследник являлся де-факто полновластным правителем страны. Один из лидеров староэфиопского движения — дэджазмач Бальча Сафо — воспринимал это как оскорбление императрицы и достоинства короны. Главным же вдохновителем староэфиопов был военный министр Хабтэ Гийоргис, который, приводя к власти Заудиту, планировал сосредоточить реальную власть в своих руках, но никак не в руках молодого регента.
Гугса Уоле, который на момент внутренних противостояний в столице находился на дальнем расстоянии от Аддис-Абебы, не участвовал в политической жизни страны за пределами вверенной ему провинции, но знал о том, что происходит в столице. Он понимал, что его отлучение от Заудиту (которое продолжалось и после смерти его тётки в 1918 году) теперь поддерживалось регентом и его сторонниками, опасавшимися, что рядом с супругом императрица сможет занять более сильную позицию в стране, и в связи с этим относился резко отрицательно и даже ненавидел раса Тэфэри. В сентябре 1928 года ненависть раса Гугсы к регенту укрепилась: после того, как в Эфиопии прошли кратковременные столкновения между старо- и младоэфиопами, в которых победу одержали лучше вооружённые и подготовленные сторонники раса Тэфэри, последний вынудил Заудиту провозгласить его правителем ключевой провинции Шоа, центром которой была Аддис-Абеба, при том, что сама Заудиту формально продолжала оставаться «царицей царей». Новый титул, как предполагал рас Тэфэри, должен был в ещё большей степени укрепить престиж регента среди эфиопов.

### Восстание
В свете последних событий Гугса Уоле занялся подготовкой вооружённого восстания против раса Тэфэри. Осознавая военное преимущество верных негусу сил, он воспользовался поддержкой англичан и итальянцев, имевших определённые виды на Эфиопию и не заинтересованных в её усилении и модернизации. Они почти полностью вооружили 10-тысячную армию, которой располагал муж императрицы, и гарантировали ему поддержку в случае затяжного конфликта. Особенную заинтересованность в дестабилизации положения в Эфиопии проявляла Италия: по некоторым данным, Гугса Уоле вступил в сговор с итальянскими колониальными властями Эритреи ещё задолго до восстания.
Летом 1929 года Гугса Уоле заявил о своём отказе от уплаты налогов и о том, что он больше не признаёт власти регента. Его поддержала часть староэфиопов-традиционалистов, объединившихся вокруг Заудиту. Сама императрица не имела возможности открыто принять сторону супруга и играла в дальнейшем конфликте лишь косвенную роль. Она, очевидно, под давлением раса Тэфэри, отправила мужу несколько писем с просьбами о прекращении сопротивления властям, но Гугса отвечал на них отказом. Большинство же представителей эфиопской знати отказалось от поддержки Гугсы Уоле, и даже абуна Кырыл — глава Эфиопской православной церкви — сразу же заявил, что церковь стоит на стороне регента.
Рас Тэфэри оказался в тяжёлом положении. Для своего заявления Гугса Уоле выбрал удачный момент: все войска регента были заняты подавлением множества других бунтов на территории Эфиопии, наиболее крупным из которых было восстание галла-азебо. Кроме того, позицию раса Гугсы поддержали одни из самых влиятельных эфиопских феодалов того периода — тыграйский рас Сейюм-Мэнгэш и годжамский рас Хайлю Тэкле Хайманот, которые также были оппозиционно настроены к регенту. Тэфэри пытался вести как с ними, так и с супругом императрицы, переговоры, а сам тем временем собирал верные ему войска для возможного нападения. В январе 1930 года Гугса Уоле сорвал переговоры и, возглавив свои силы, двинулся на Аддис-Абебу с целью свержения регента. Так его мятеж перешёл в активную фазу.
Как Великобритания и Италия оказали поддержку восставшим, так и Франция, которой было невыгодно распространение влияние этих стран на Эфиопию, предложила помощь расу Тэфэри и поставила ему партию боевого снаряжения. Против приближающихся к столице войск Гугсы Уоле негус выслал 20-тысячную армию во главе с новым военным министром, расом Мулугетой Йеггази.

### Гибель
31 марта 1930 года в местности Зэбит, на границе Бэгемдыра и Уадла, произошла битва при Анчеме, определившая итог восстания Гугсы Уоле. Имеющие численное превосходство и поддерживаемые двумя французскими самолётами, производившими бомбардировки позиций мятежников, войска под командованием раса Мулугеты одержали победу над армией раса Гугсы и вскоре после полудня обратили её остатки в бегство. Сам лидер восстания верхом на белом коне с группой воинов был окружён, изолирован от основных сил вражескими солдатами, а потом убит несколькими выстрелами из ружей. На этом битва и восстание Гугсы Уоле завершились.
1 апреля 1930 года в честь победы над силами Гугсы Уоле в Аддис-Абебе был дан большой артиллерийский салют. На следующий день, спустя всего три дня после смерти мужа, ушла из жизни и императрица Заудиту. Точная причина её смерти до сих пор не ясна. Ходили слухи, что она была отравлена накануне или после поражения своего мужа, а также, что она сама приняла яд, получив известие о его поражении и гибели, либо умерла в результате сильного шока, вызванного тем же известием. Так или иначе, в официальных документах причинами смерти императрицы были названы лихорадка и осложнения на почве диабета.
3 апреля 1930 года рас Тэфэри был торжественно провозглашён императором Эфиопии под именем Хайле Селассие I. Долгий путь регента к абсолютной власти в государстве завершился.

## Личность
О личностных качествах Гугсы Уоле известно крайне мало. Согласно сведениям из книги Криса Праути, он был просвещённым человеком, библиофилом и даже сам писал стихи, а также справедлив и благороден.